# Clematis paniculata
Clematis paniculata (Maori: Puawhananga) is een soort uit de ranonkelfamilie (Ranunculaceae). Deze komt voor in Nieuw-Zeeland, waar hij groeit in met bos begroeide laaglandgebieden en lage heuvels. De plant bloeit tussen augustus en november, de periode dat het in Nieuw-Zeeland lente is. 
C. alpina ·
C. armandii ·
C. columbiana ·
C. integrifolia ·
C. koreana ·
C. macropetala ·
C. montana (Bergbosrank) ·
C. occidentalis ·
C. ochotensis ·
C. paniculata ·
C. tangutica ·
C. vitalba (Bosrank) ·
C. viticella (Italiaanse clematis)